# La Valse du Gorille
La Valse du Gorille is een Franse film van Bernard Borderie die werd uitgebracht in 1959.
Het scenario is gebaseerd op de gelijknamige misdaadroman (1955) van Antoine Dominique.

## Verhaal
De geheime diensten van vier grootmachten (Duitsland, Groot-Brittannië, de Verenigde Staten en de Sovjet-Unie) 'walsen' rond de formule van een ultrageheime uitvinding van de Duitse geleerde Keibel. Allen willen ze Keibel gevangennemen om zijn plannen van een revolutionaire raket te bemachtigen.
De Franse geheimagent Géo Paquet, bijgenaamd 'Le Gorille', wordt door kolonel Berthomieu, zijn vroegere chef, gevraagd om Keibel te bevrijden. Wanneer hij verneemt dat Berthomieu is ontvoerd door de Duitse geheimagent Lohn doet hij er alles aan om de kolonel te bevrijden en gaat hij daarna de confrontatie aan met de andere tegenstanders. 

## Rolverdeling
| Acteur          | Personage          | Beschrijving                                |
| --------------- | ------------------ | ------------------------------------------- |
| Roger Hanin     | Géo Paquet         | 'Le Gorille'                                |
| Charles Vanel   | kolonel Berthomieu | 'Le Vieux'                                  |
| Yves Barsacq    | Berthier           | een geheimagent                             |
| Jess Hahn       | Ted Parker         |                                             |
| Michel Thomass  | Boris Almazian     |                                             |
| René Havard     | Greffier           | de chemicus                                 |
| Ursula Herwig   | Luise Keibel       | de dochter van de professor                 |
| Wolfgang Preiss | Otto Lohn          | de Duitse agent                             |
| Richard Larke   |                    | de Engelse agent die Jack een bezoek brengt |
| Victor Tacik    | Keibel             | professor                                   |
| Suzanne Dehelly | Hortense           | de boekhandelaarster                        |
| Micheline Gary  |                    | de 'blonde' van de brasserie                |
| Jean Juillard   |                    | de Franse afgevaardigde                     |
| Pierre Collet   | Bergère            | een Franse agent                            |
| Ton Kuyl        | Jack Wilhelm       | de verloofde van Luise                      |
| Claude Vernier  | Kurt Von Rosberg   | een Duitse agent                            |
| Lutz Gabor      | Franz              | een Duitse agent                            |